# Isadelphina cheilosema
Isadelphina cheilosema là một loài bướm đêm trong họ Noctuidae.